# Matheus Barbosa
Matheus Barbosa Teixeira (São Bernardo do Campo-SP, 18 de agosto de 1994), mais conhecido como Matheus Barbosa, é um futebolista brasileiro que atua como volante. Atualmente defende o Botafogo-SP.

## Carreira
Matheus Barbosa ingressou aos 14 anos como zagueiro nas categorias de base do Grêmio, de Porto Alegre-RS. Quando subiu aos profissionais do Grêmio como volante, Matheus não teve muitas chances. Ele fez apenas três partidas.
No dia 5 de fevereiro de 2014, foi emprestado ao ABC, de Natal-RN, para a disputa da fase principal Campeonato Potiguar de 2014. Como não teve oportunidades no ABC, o volante voltou em seguida ao Grêmio antes de ter o contrato encerrado no fim de 2015. Após uma curta passagem pelo Botafogo, Ribeirão Preto-SP, o volante foi emprestado ao América, de Natal-RN, em 25 de maio de 2015 para o restante da temporada.
No início de 2016, Matheus recebeu um convite para jogar a Série A2 do Estadual pelo Paulista de Jundiaí. O jogador precisou morar na concentração do clube e recebia um salário baixo (que atrasou diversas vezes), mas conseguiu voltar à vitrine, apesar do rebaixamento para a Série A3. Ainda no mesmo ano, Matheus Barbosa assinou com o Atlético Tubarão, de Santa Catarina, e fez 17 partidas pelo clube na Segunda Divisão do Campeonato Catarinense. Matheus ajudou o Tubarão-SC a subir para a 1ª Divisão de Santa Catarina. Em 2017, após fazer apenas duas partidas na elite, ele sofreu uma lesão no ligamento do joelho que o tirou dos gramados por oito meses.
Em 10 de abril de 2018, o Avaí, Florianópolis-SC, apresentou o jogador como um dos cinco novos reforços para a temporada. Além de um contrato definitivo, foram 60 jogos com a camisa do clube catarinense. Matheus Barbosa foi titular absoluto na Série B do Campeonato Brasileiro 2018, ano que o clube chegou à elite do futebol nacional.
Assinou um contrato de empréstimo com o Cuiabá em 12 de março de 2020. Pela Série B de 2020, ele entrou em campo 30 vezes e marcou dois gols. Foi primordial para o acesso do Cuiabá à elite do futebol. Fez parte do elenco do Cuiabá que chegou às quartas de final da Copa do Brasil.
Em 12 de fevereiro de 2021, Matheus Barbosa foi segundo jogador a ser oficializado pelo Cruzeiro para a temporada 2021. Em 21 de julho de 2021, o jogador acionou claúsula que previa liberação imediata para clubes da Série A e acertou com o Atlético Goianiense. O Cruzeiro não vai ser recompensado pela saída do jogador antes do término do vínculo, já que o clube mineiro só seria recompensado em caso de venda. Na temporada de 2021, Matheus Barbosa vestiu as camisas de Cruzeiro e Atlético-GO. No clube mineiro, ele era titular absoluto, foram 27 jogos com 7 gols marcados. Já no Dragão, foi reserva e disputou 11 partidas, com um único gol e uma assistência.

### Vasco da Gama
Em 15 de janeiro de 2022, a contratação do jogador foi anunciada pelo Vasco da Gama como o 11º reforço do clube para a temporada. O volante que pertencia ao Avaí, mas que estava emprestado ao Atlético-GO, assinou um contrato válido por dois anos. Em 2022, ele fez 20 jogos e deu uma assistência. O vínculo do volante com a equipe vascaína vai até dezembro de 2023.
Em 2023, disputou três partidas pelo Carioca. No final de janeiro, foi liberado pelo clube para assinar com o Guarani, que passou a ter 100% dos direitos econômicos do jogador.

### Seleção Nacional
Um dos destaques das categorias de base do Grêmio, Matheus acabou convocado pelo treinador Émerson Ávila para a Seleção Brasileira Sub-17, em 2011. Com a camisa amarelinha, Matheus foi campeão Sul-Americano Sub-17 daquele ano ao vencer a Argentina pelo placar de 3–2, tendo anotado três gols na competição, sendo um na grande decisão. No mesmo ano, foi convocado para o Mundial da categoria, no México, terminando na quarta colocação.

## Estatísticas
- Atualizado até 14 de janeiro de 2023.[20][21][22]

| Clube         | Competição         | Jogos | Gols | CA | CV |
| ------------- | ------------------ | ----- | ---- | -- | -- |
| Vasco da Gama | Campeonato Carioca | ?     | ?    | ?  | ?  |

| Clube         | Competição                       | Jogos | Gols | CA | CV |
| ------------- | -------------------------------- | ----- | ---- | -- | -- |
| Vasco da Gama | Campeonato Carioca               | 8     | 0    | 3  | 0  |
| Vasco da Gama | Série B do Campeonato Brasileiro | 11    | 0    | 2  | 0  |
| Vasco da Gama | Copa do Brasil                   | 1     | 0    | 0  | 0  |

| Clube               | Competição                       | Jogos | Gols | CA | CV |
| ------------------- | -------------------------------- | ----- | ---- | -- | -- |
| Atlético Goianiense | Série A do Campeonato Brasileiro | 11    | 1    | 0  | 0  |
| Cruzeiro            | Campeonato Mineiro               | 13    | 2    | 0  | 0  |
| Cruzeiro            | Série B do Campeonato Brasileiro | 10    | 4    | 2  | 0  |
| Cruzeiro            | Copa do Brasil                   | 4     | 1    | 1  | 0  |

| Clube  | Competição                       | Jogos | Gols | CA | CV |
| ------ | -------------------------------- | ----- | ---- | -- | -- |
| Cuiabá | Série B do Campeonato Brasileiro | 25    | 1    | 5  | 0  |
| Cuiabá | Copa do Brasil                   | 1     | 0    | 0  | 0  |
| Cuiabá | Copa Verde                       | 4     | 1    | 1  | 0  |

| Clube | Competição                       | Jogos | Gols | CA | CV |
| ----- | -------------------------------- | ----- | ---- | -- | -- |
| Avaí  | Série A do Campeonato Brasileiro | 18    | 0    | 1  | 1  |
| Avaí  | Campeonato Carioca               | 14    | 1    | 2  | 0  |
| Avaí  | Copa do Brasil                   | 4     | 0    | 1  | 0  |

| Clube   | Competição                       | Jogos | Gols | CA | CV |
| ------- | -------------------------------- | ----- | ---- | -- | -- |
| Avaí    | Série B do Campeonato Brasileiro | 23    | 2    | 6  | 0  |
| Tubarão | Campeonato Catarinense           | 6     | 2    | 1  | 0  |
| Tubarão | Copa do Brasil                   | 1     | 1    | 0  | 0  |

| Clube   | Competição             | Jogos | Gols | CA | CV |
| ------- | ---------------------- | ----- | ---- | -- | -- |
| Tubarão | Campeonato Catarinense | 2     | 0    | 1  | 0  |

| Clube    | Competição                      | Jogos | Gols | CA | CV |
| -------- | ------------------------------- | ----- | ---- | -- | -- |
| Paulista | Série A2 do Campeonato Paulista | 15    | 0    | 3  | 1  |

| Clube            | Competição                       | Jogos | Gols | CA | CV |
| ---------------- | -------------------------------- | ----- | ---- | -- | -- |
| América de Natal | Série C do Campeonato Brasileiro | 1     | 0    | 0  | 0  |

| Clube       | Competição          | Jogos | Gols | CA | CV |
| ----------- | ------------------- | ----- | ---- | -- | -- |
| Botafogo-SP | Copa Paulista       | 7     | 0    | 2  | 0  |
| ABC         | Campeonato Potiguar | 7     | 0    | 0  | 0  |
| Grêmio      | Campeonato Gaúcho   | 2     | 0    | 1  | 0  |

| Seleção                   | Competição                      | Jogos | Gols | CA | CV |
| ------------------------- | ------------------------------- | ----- | ---- | -- | -- |
| Seleção Brasileira Sub-17 | Copa do Mundo FIFA Sub-17       | 7     | 0    | 3  | 0  |
| Seleção Brasileira Sub-17 | Campeonato Sul-Americano Sub-17 | 7     | 3    | 1  | 0  |

## Títulos
| Clubes                    | Clubes      | Clubes                                    |
| Clube                     | Período     | Competição                                |
| ------------------------- | ----------- | ----------------------------------------- |
| Grêmio                    | 2014        | (nenhum)                                  |
| ABC                       | 2014        | (nenhum)                                  |
| Botafogo SP               | 2014        | (nenhum)                                  |
| América de Natal          | 2015        | (nenhum)                                  |
| Paulista                  | 2016        | (nenhum)                                  |
| Tubarão                   | 2016 — 2018 | Copa Santa Catarina de 2017               |
| Avaí                      | 2018 — 2019 | Série A do Campeonato Catarinense de 2019 |
| Água Santa                | 2020        | (nenhum)                                  |
| Cuiabá                    | 2020 — 2021 | (nenhum)                                  |
| Cruzeiro                  | 2021        | (nenhum)                                  |
| Atlético Goianiense       | 2021        | (nenhum)                                  |
| Vasco da Gama             | 2022–       | (nenhum)                                  |
| Seleção                   |             |                                           |
| Seleção                   | Período     | Competição                                |
| Seleção Brasileira Sub-17 | 2011        | Campeonato Sul-Americano Sub-17 de 2011   |